# پایگاه نیروی هوایی هارلینجن
پایگاه نیروی هوایی هارلینجن (به انگلیسی: Harlingen Air Force Base) یک فرودگاه است . این فرودگاه در شهر هارلینجن، تگزاس کشور ایالات متحده آمریکا قرار دارد .